# Притулок для тварин «Милосердя» (Львів)
Притулок для тварин «Милосердя» — притулок для бездомних тварин Львівського товариства захисту тварин, розташований у смт. Брюховичі (околиця Львова). 
Притулок заснований в 1992 і є першим в Україні, створеним за підтримки Міжнародного фонду захисту тварин.

## Опис
Територія притулку — 0,8 га.
На території притулку в Брюховичах утримують лише собак. В притулку постійно знаходиться близько 250 тварин. Приміщення не розраховані для утримання котів, натомість коти тимчасово перебувають на перетримках — приватних помешканнях, квартирах добровольців. Близько 180 котів знаходиться по всьому Львову на платних і безкоштовних перетримках. Їм постійно підшукують нових господарів, і після виявлення бажаючих взяти собі безпритульну тварину, котів віддають. В домашніх умовах волонтери тримають також і цуценят, яким іще потрібен час на адаптацію.
Тварини у притулку не народжуються: собак по можливості стерилізують, або розсаджують по різних вольєрах.

## Фінансування
Львівський притулок — це благодійна установа, яка існує завдяки коштам, що виділяються міською владою, а також пожертвам добровольців та внескам членів громадської організації «Львівське товариство захисту тварин».
Львівська міська рада щороку виділяє 80 тисяч гривень на потреби притулку, зокрема на харчування тварин: для притулку закуповується крупа. Ці гроші цільові — відбувається безготівкова оплата постачальнику крупи.

## Діяльність
Окрім фактичного утримання тварин і догляду за ними на території притулку, громадські активісти займаються зоозахисною діяльністю.
Щороку зоозахисникам притулку «Милосердя» вдається влаштувати близько 30-40 тварин .
Активісти притулку декілька разів проводили масштабну «розважально-інформаційну акцію» на Площі Ринок, покази фільмів і дискусії в Музеї Ідей. На обласному радіо від 2009 року виходить щотижнева 3-хвилинна передача про справи притулку. Щороку випускаються календарі товариства. Притулок користується квотою міськради на соцрекламу – в місті періодично висять білборди та сітілайти товариства .